# Casto (piłkarz)
Casto, właśc. Casto Espinosa Barriga (ur. 18 czerwca 1982 w Badajoz) – hiszpański bramkarz Extremadura UD.

## Kariera klubowa
Casto zaczynał swoją karierę w 2001 roku w klubie Mérida UD, grającego w trzeciej lidze hiszpańskiej, rozegrał tam 7 meczów. W 2003 roku przeniósł się do CD Logroñés, gdzie grał przez rok, po czym przeniósł się do Albacete Balompié. Najpierw do drużyny B, a potem do podstawowego składu. Rozegrał tam zaledwie 1 mecz.
W 2006 roku zadebiutował w Betisie Sewilla B, natomiast od 2007 roku jest bramkarzem w pierwszej drużynie.
Po przyjściu trenera Francisco Chaparro w sezonie 2008/09, Casto został pierwszym bramkarzem drużyny, a na ławce zasiadł portugalski bramkarz Ricardo.